# George Townshend, 1. markýz Townshend
George Townshend, 1. markýz Townshend, 4. vikomt Townshend (George Townshend, 1st Marquess Townshend, 4th Viscount Townshend of Raynham) (28. února 1724 Londýn – 14. září 1807 Raynham Hall, Norfolk, Anglie) byl britský státník a vojevůdce ze šlechtického rodu Townshendů. V koloniálních válkách a dynastických střetnutích v Evropě postupoval ve vojenské hierarchii a nakonec dosáhl hodnosti polního maršála. Kromě toho byl místokrálem v Irsku a zastával i úřady ve vládě. Získal titul markýze, což byl nejvyšší šlechtický titul v rodině Townshendů, který jeho potomci užívají dodnes.

## Kariéra
Byl starším synem 3. vikomta Townshenda a studoval na univerzitě v Oxfordu, od mládí zároveň sloužil v armádě. Války o rakouské dědictví se zúčastnil jako pobočník vévody z Cumberlandu, bojoval také v posledním jakobitském povstání z roku 1745. Mezitím se stal i členem Dolní sněmovny (1747) a poslancem zůstal 17 let, vzhledem k aktivní vojenské službě mimo Anglii se ale zasedání parlamentu zúčastnil jen zřídka.
V armádě se za sedmileté války dostal do konfliktu s vévodou z Cumberlandu, po nástupu Jiřího III. se ale stal členem Tajné rady, plukovníkem a královským pobočníkem. Za sedmileté války bojoval v Kanadě, kde po smrti generála Wolfa (1759) převzal vrchní velení a v roce 1761 byl povýšen na generálmajora. Závěr sedmileté války strávil jako velitel v Portugalsku (1762-1763).
Členem vlády byl v letech 1763–1767 jako náměstek generálního polního zbrojmistra, mezitím po otci zdědil titul vikomta a vstoupil do Sněmovny lordů (1764). V letech 1767–1772 byl místokrálem v Irsku, poté znovu zasedal v kabinetu jako generální polní zbrojmistr (1772–1782 a 1783–1784). V této funkci podstoupil v roce 1773 souboj se svým náměstkem 1. hrabětem z Bellomontu. V roce 1782 dosáhl hodnosti generála a v roce 1787 získal titul markýze. Po odchodu z vlády zastával spíše čestné funkce místodržitele v hrabství Norfolk (1792-1807) a guvernéra na ostrově Jersey (1796–1807). V roce 1796 byl povýšen na polního maršála.

## Rodina
Byl dvakrát ženatý (první manželka Charlotte Compton, 1725–1770, druhá manželka Anne Montgomery, 1746–1819). Z obou manželství měl dvanáct dětí, dědicem titulu markýze byl nejstarší syn George (1753–1811), který ještě za otcova života získal titul hraběte z Leicesteru (1784).